# Robert Guédiguian
Robert Guédiguian (ur. 3 grudnia 1953 w Marsylii) – francuski reżyser, scenarzysta i producent filmowy.
W większości jego filmów występują stali aktorzy: Jean-Pierre Darroussin i Ariane Ascaride, żona reżysera.

## Życiorys
Syn Niemki i Ormianina. Rodzina jego ojca osiedliła się we Francji niedługo po ludobójstwie Ormian. Reżyser powrócił do swoich rodzinnych korzeni w filmie Podróż do Armenii (2006).
Innym motywem obecnym stale w twórczości Guédiguiana jest wrażliwość społeczna i przywiązanie do Marsylii. Powodem znów jest tutaj postać jego ojca, który pracował jako robotnik w marsylskich dokach. Reżyser w swoich filmach portretuje życie uboższych warstw francuskiego społeczeństwa, zwłaszcza przedstawicieli klasy robotniczej. Przez jakiś czas nie stronił również od polityki, na krótko był związany z Francuską Partią Komunistyczną. W 2008 wszedł w szeregi Partii Lewicy.
Guédiguian tworzy filmy od początku lat 80., ale prawdziwą renomę zdobył dzięki obrazowi Marius i Jeannette (1997), który premierowo został zaprezentowany w sekcji "Un Certain Regard" na 50. MFF w Cannes. Film zdobył później Nagrodę im. Louisa Delluca oraz siedem nominacji do Cezarów.
Od tamtego czasu następne projekty Guédiguiana regularnie trafiały do konkursów na czołowych międzynarodowych festiwalach filmowych. Przechodzień z Pól Marsowych (2005) o prezydencie François Mitterrandzie oraz Lady Jane (2008) startowały w konkursie głównym odpowiednio na 55. i 58. MFF w Berlinie. Śniegi Kilimandżaro (2011) pokazano w sekcji "Un Certain Regard" na 64. MFF w Cannes, a Dom nad morzem (2017) miał swoją premierę w konkursie głównym na 74. MFF w Wenecji.
Przewodniczył jury sekcji "Horyzonty" na 73. MFF w Wenecji (2016). Był również członkiem jury konkursu głównego na 71. MFF w Cannes (2018).

## Filmografia
- 1981: Dernier Été
- 1985: Rouge Midi
- 1985: Ki lo sa ?
- 1991: Dieu vomit les tièdes
- 1993: L'argent fait le bonheur
- 1995: À la vie, à la mort !
- 1997: Marius i Jeannette (Marius et Jeannette)
- 1998: Bez serca (À la place du cœur)
- 2000: À l'attaque !
- 2000: La ville est tranquille
- 2002: Marie-Jo et ses deux amours
- 2004: Mon père est ingénieur
- 2005: Przechodzień z Pól Marsowych (Le Promeneur du Champ-de-Mars)
- 2006: Podróż do Armenii (Le Voyage en Arménie)
- 2008: Lady Jane
- 2009: Bojownicy z czerwonego afisza (L'Armée du crime)
- 2011: Śniegi Kilimandżaro (Les Neiges du Kilimandjaro)
- 2014: Au fil d'Ariane
- 2015: Historia szaleństwa (Une histoire de fou)
- 2017: Dom nad morzem (La Villa)
- 2019: Gloria Mundi
- 2021: Twist à Bamako